# Опсада Родоса (1522)
Опсада Родоса је војна акција из 1522. године, коју је предузео је турски султан Сулејман Величанствени (1520-1566) против тадашњих господара острва витезова Хоспиталаца. Претходна турска опсада (1480) завршена је неуспешно. Родос је, уз Београд, сматран за неосвојиви бедем хришћанства. Ту је било средиште витезова Хоспиталаца. Опсада је завршена победом Турака и заузећем острва.

## Увод
Сулејман је по доласку на власт желео заштитити Царство са севера и са југа, на мору и копну, од два бедема хришћанства која су до тада сматрана неосвојивим: Београд и Родос. Походе су подстицали Сулејманов везир Мустафа и капетан Курдоглу. На крају су султана на поход приволели издајници острва, један јеврејски лекар и велики канцелар реда, Португалац Андре де Мираил (Амарал). Сулејман се користио заузетошћу Светог римског царства, односно Карла V у рату са француским краљем Франсоом. Обнова мира са Млетачком републиком осигурала га је и са те стране. Султан је упутио писмо великом мајстору у коме захтева предају острва. Понуда је, наравно одбијена. Турска флота од 300 бродова и 10.000 војника, под заповедништвом Мустафа-паше, одједрила је 18. јуна.

## Опсада
Сулејман је сакупио бродовље у Мармарском заливу и одатле је кренуо на Родос. Дана 28. јула он се искрцао на острво. Са собом је вукао велике топове. Два топа била су велика попут оних којима је опседан Цариград 1453. године. Град и луку са седам бедема бранили су француски, немачки, енглески, португалски, италијански и провансалски војници. Напад је отпочео 1. августа 1522. године. Румелијски беглербег стајао је на немачкој страни бедема. Требало је да он први нападне. Насупрот њему био је витез Кристоф од Валднера. На немачки бедем пуцано је из 21 топа, а из 22 топа пуцано је на кулу светог Николе. По три топа постављена су против шпанског и енглеског одбрамбеног зида, а седамнаест против италијанског. Читав август прошао је у опседању. Одбраном града руководио је млетачки инжењер Габријел Мартиненг. Он је дошао са Крита и одмах је примљен у ред.
Дана 5. септембра отпочео је турски напад у коме су Турци одузели хришћанима седам застава, али су били одбијени. Изгубили су више од 2.000 људи. Исте губитке имали су и у нападу од 11. септембра док су хришћани изгубили само 30 људи. Након два дана пробијен је отвор енглеског одбрамбеног зида. Јеврејски лекар, издајица града, ухваћен је и расечен док је покушавао стрелом послати писмо османском табору. Нови напад уследио је 24. септембра. Најжешћа борба била је на шпанском бедему. Јаничарски ага је продро и поставио своју заставу. Међутим, напад је такође одбијен. Сулејман је бес искалио на Ајаз-паши, румелијском беглербегу, који је смењен и затворен. Након 24 сата је помилован и враћен на свој положај. Сераскер Мустафа послат је за намесника у Египту, а на његово место дошао је Ахмед-паша који је преузео руководство.
Ахмед је 12. октобра покушао на препад заузети енглески одбрамбени бедем. Напад је одбијен. Италијани и Провансалци одбили су турске нападе 22. октобра. Последњег дана новембра Турци поново нападају. Изгубили су 3000 људи те је Ахмед-паша наредио повлачење и копање ровова. Намеравао је минама да убрза опсаду. Преговори су отпочели истог дана.

## Турско заузеће Родоса
Сулејман је претио да у случају прекида преговора неће поштедети ниједног хришћанина, односно "да ће сви бити побијени до мачака". О предаји се одлучивало на скупу достојанственика реда Хоспиталаца, а онда и на великом скупу. Хришћани су од султана тражили одлагање ултиматума кога је султан поставио за доношење одлуке. Султан је наредио ватру. Напад на шпански бедем је одбијен (18. децембра). Међутим, већ следећег дана бедем је пао. То је ућуткало противнике предаје. Ахмед-паши су хришћани донели документ којим је султан Бајазит II обећавао мир и са своје и са стране својих наследника. Ахмед-паша је исцепао и изгазио документ, а двојици посланика који су га донели исекао прсте, нос, уши и такве их послао са писмом назад. Хришћани самом султану шаљу двојицу грађана и једног витеза. Они преговарају о условима предаје. Султан је обећао слободан пролаз у року од 12 дана. Хришћани су се обавезали да предају 50 талаца, половина витезови, а половина грађани.
Хришћани су поставили услов да се турска војска удаљи на миљу од града. Петог дана након потписивања уговора, група јаничара са персијске границе приближава се граду наоружана само штаповима и пљачка град. Главне нападе усмерила је ка цркви Светог Јована где су остругали слике светаца, разбијали кипове, отварали гробове великих мајстора и разарали олтаре. Напад на цркву догодио се за Божић. Папа Хадријан је за то време држао мису у цркви Светог Петра у Риму. Један камен му је из прочеља пао пред ноге као симбол пада првог бедема хришћанства. Турци су прекршили све главне тачке споразума: капитулацију, слободан пролаз са имовином, неповредивост богомоља.

## Последице
После Родоса, падају и друга острва која су припадала Хоспиталцима: Лерос, Кос, Калимна, Низирос, Телос, Лимонија, Халке. Сулејман се након месец дана вратио у Цариград. Освајање Цариграда навело је персијске шахове да упуте посланике турском султану. Персијски посланик је дошао у Цариград са пратњом од 500 коња. Руски цар Василије такође шаље посланика Ивана Морозова да преговара са султаном. Хоспиталци се склањају на Сицилију. Одатле су се 1530. године преселили на Малту и Гоцо, као и у Триполи у Северној Африци који је био под контролом цара Карла.